# Eukléia
Dans la mythologie grecque, Eukléia, Euklie ou Euclie (en grec ancien Ευκλεια) est la déesse de la gloire et de la bonne réputation et une des quatre « jeunes Charites » dans la mythologie grecque. D'après Plutarque, Eukléia pourrait aussi avoir été utilisé comme une épithète d'Artémis.
Alternativement, Plutarque a déclaré qu'Eukléia était parfois considérée comme une déesse distincte, fille d'Héraclès et de Myrto (la fille de Ménétios d'Opus), et comme elle mourut vierge, elle en vint à être vénérée comme une déesse.
Dans les peintures sur vase grecques, en particulier d'Athènes du Ve siècle, Eucleia est fréquemment montrée parmi les préposés d'Aphrodite, où elle représente la bonne réputation d'une mariée chaste ou accomplit des tâches stéréotypiquement féminines,. Elle a également été mentionnée par l'auteur grec ancien Bacchylide comme « amoureuse des guirlandes ».

## Biographie
Elle est la fille d'Héphaïstos et d'Aglaé (une des trois Kharites, filles de Zeus).
Aglaé et ses sœurs sont appelées « Kharites anciennes ». Eukléia et ses sœurs, Philophrosyne (déesse de la bienveillance, de la bonté, de l'amitié, de la bienvenue et de la gentillesse), Euphémé (déesse des louanges, des acclamations), et Euthénia (déesse de la prospérité) forment ensemble le groupe des « jeunes Kharites ».

## Culte en Grèce et Macédoine
Eukléia était vénérée en Locride et en Béotie. Plutarque déclare que toutes les villes de ces régions avaient une image d'elle et un autel en son honneur, et c'est là que les nouveaux mariés effectueraient un sacrifice. À Thèbes se trouvait une statue d'elle, créée par Scopas. À Athènes, un temple a été dédié à Artemis-Eukléia en l'honneur de ceux qui ont combattu dans la bataille de Marathon, référencé par l'auteur grec Plutarque et le géographe romain Pausanias. Il est probable qu'Eukléia ait été adorée avec Eunomie à Athènes, car elles y étaient servies par un prêtre.
Dans la région de Paros et en Épire, des généraux (stratêgoi) ont offert des dédicaces à Eukléia associée à Aphrodite, Zeus (Aphrodisios), Hermès et Artémis.
Il y avait aussi un sanctuaire dédié à Eukléia à Aigai (Aegae), l'ancienne capitale de la Macédoine. Le sanctuaire se composait d'un temple dorique du IVe siècle, d'un petit temple de l'époque hellénistique et de deux stoas. Au moins deux bases statutaires étaient des offrandes votives d'Eurydice, grand-mère paternelle d'Alexandre le Grand; il a été suggéré que ces offrandes ont été faites pour commémorer la victoire de Philippe II à Chéronée en 338 avant notre ère. Il est possible qu'il y ait eu une statue d'Eucliea dans le sanctuaire. Dans la zone entourant le sanctuaire, au moins trois sépultures de personnages importants, couronnés de couronnes de feuilles de chêne doré, ont été découvertes.

### Pages connexes
- Charites